# Lingua tokelauana
La lingua tokelauana o tokelau è una lingua polinesiana parlata a Tokelau, dipendenza della Nuova Zelanda.

## Distribuzione geografica
Secondo l'edizione 2009 di Ethnologue, il tokelauano è parlato da 1410 persone a Tokelau. La lingua è attestata anche in Nuova Zelanda, nelle Samoa Americane e negli Stati Uniti d'America. Complessivamente, si stimano 3.319 locutori.

## Classificazione
Secondo l'edizione 2009 di Ethnologue, la classificazione completa è la seguente:
- Lingue austronesiane
  - Lingue maleo-polinesiache
    - Lingue maleo-polinesiache centro-orientali
      - Lingue maleo-polinesiache orientali
        - Lingue oceaniche
          - Lingue oceaniche remote
            - Lingue oceaniche centrali ed orientali
              - Lingue del Pacifico centrale
                - Lingue figiane orientali-polinesiane
                  - Lingue polinesiane
                    - Lingue polinesiane nucleari
                      - Lingue samoiche
                        - Lingua tokelauana

## Sistema di scrittura
Per la scrittura viene utilizzato l'alfabeto latino.